# Exochus kasparyani
Exochus kasparyani là một loài tò vò trong họ Ichneumonidae.